# 基洛夫斯科耶区
基洛夫斯科耶區（俄语：Кировский район），又按乌克兰语名译为基洛夫斯凯区（烏克蘭語：Кіровський район），烏克蘭自2016年起称之为伊斯兰泰雷克区（烏克蘭語：Іслямтерецький район），是法理上烏克蘭克里米亞自治共和國的一個旧區，但事实上是俄罗斯克里米亞共和國的一个区。行政中心為基洛夫斯科耶（伊斯兰泰雷克）市級鎮。人口数量为53,900人。
該區位於克里米亞半島東部。南部部分被山麓所涵蓋，而北部一處位於克里米亞草原。北克里米亞水道（自第聶伯河所供於克里米亞的主要水道）正流過的區域。 
該區其著名歷史小鎮為舊克里木鎮。

## 2020年乌克兰行政区划改革
2020年7月乌克兰在全境实行了行政区划改革，包括当时被俄罗斯占领的克里米亚半岛。克里米亚自治共和国的14个区和11个共和国直辖市重组为10个区。伊斯兰泰雷克区合并至新成立的费奥多西亚区。设立新区的法律在2023年9月7日正式生效，但由于乌克兰并未实际控制克里米亚，故事实上新区并未真正运作。

## 人口
根據2001年之烏克蘭人口普查，該地區的人口為58,016人。民族構成：
- 俄羅斯族— 50 %
- 克里米亞韃靼族— 25,5 %
- 烏克蘭族— 17,6 %
- 白俄羅斯族— 1,7 %[6]

人口自2014年1月1日統計為53,900人。其中城鎮人口為16,500人（30.6％），農村人口為37,400人（69.4％）。

## 外部連結
- 基洛夫斯科耶區政府官方網站（页面存档备份，存于）